# Pycreus
Pycreus är ett släkte av halvgräs. Pycreus ingår i familjen halvgräs.

## Dottertaxa tillPycreus, i alfabetisk ordning[1]
- Pycreus acaulis
- Pycreus acuticarinatus
- Pycreus aethiops
- Pycreus afrozonatus
- Pycreus alleizettei
- Pycreus altus
- Pycreus apiculatus
- Pycreus aschenbornianus
- Pycreus atribulbus
- Pycreus atrobrunneus
- Pycreus atronervatus
- Pycreus atropurpureus
- Pycreus atrorubidus
- Pycreus betschuanus
- Pycreus bipartitus
- Pycreus blastophorus
- Pycreus bolei
- Pycreus camagueyensis
- Pycreus capillifolius
- Pycreus cataractarum
- Pycreus chrysanthus
- Pycreus colchicus
- Pycreus compressiformis
- Pycreus cooperi
- Pycreus cuanzensis
- Pycreus curvibracteatus
- Pycreus decumbens
- Pycreus delavayi
- Pycreus demangei
- Pycreus dewildeorum
- Pycreus diander
- Pycreus diaphanus
- Pycreus diloloensis
- Pycreus divulsus
- Pycreus dwarkensis
- Pycreus elegantulus
- Pycreus fasciculatus
- Pycreus felicis
- Pycreus fibrillosus
- Pycreus filicinus
- Pycreus flavescens
- Pycreus flavidus
- Pycreus fluminalis
- Pycreus fontinalis
- Pycreus fugax
- Pycreus gracillimus
- Pycreus grammicus
- Pycreus gratissimus
- Pycreus heterochrous
- Pycreus hildebrandtii
- Pycreus intactus
- Pycreus kanarensis
- Pycreus lancelotii
- Pycreus lanceolatus
- Pycreus latovaginatus
- Pycreus laxispicatus
- Pycreus lijiangensis
- Pycreus longistolon
- Pycreus longivaginans
- Pycreus macranthus
- Pycreus macrostachyos
- Pycreus mahadevanii
- Pycreus malabaricus
- Pycreus malangensis
- Pycreus megapotamicus
- Pycreus melanacme
- Pycreus melas
- Pycreus membranaceus
- Pycreus micromelas
- Pycreus mortonii
- Pycreus mundii
- Pycreus muricatus
- Pycreus niederleinianus
- Pycreus niger
- Pycreus nigricans
- Pycreus nitidus
- Pycreus nuerensis
- Pycreus oakfortensis
- Pycreus okavangensis
- Pycreus opulentus
- Pycreus overlaetii
- Pycreus pagotii
- Pycreus palghattensis
- Pycreus pauper
- Pycreus pelophilus
- Pycreus permutatus
- Pycreus pervillei
- Pycreus plicatus
- Pycreus plumbeonucea
- Pycreus poikilostachys
- Pycreus polystachyos
- Pycreus pratorum
- Pycreus pseudodiaphanus
- Pycreus pseudolatespicatus
- Pycreus pubescens
- Pycreus pumilus
- Pycreus puncticulatus
- Pycreus pyramidalis
- Pycreus rhizomatosus
- Pycreus rubriglumosus
- Pycreus sanguineosquamatus
- Pycreus sanguinolentus
- Pycreus scaettae
- Pycreus setiformis
- Pycreus similinervulosus
- Pycreus smithianus
- Pycreus spissiflorus
- Pycreus squarrosulus
- Pycreus stramineus
- Pycreus subtrigonus
- Pycreus sulcinux
- Pycreus sumbawangensis
- Pycreus tener
- Pycreus testui
- Pycreus unioloides
- Pycreus waillyi
- Pycreus xantholepis
- Pycreus zonatus